# Плей-оф Світової групи II Кубка Федерації 2008
Плей-оф Світової групи II 2008 — жіночі тенісні матчі між чотирма збірними, що поступились у змаганнях Світової групи II і чотирма збірними, що посіли перші місця в змаганнях Зональної групи I. Збірні, що перемогли в цих матчах, одержали право на участь у змаганнях Світової групи II 2009, тоді як ті, що зазнали поразки, долучилися до своїх зональних груп.

## Хорватія — Сербія
| Хорватія CRO 2 | Dom Sportova, Загреб (Хорватія) 26–27 квітня 2008 RuKortHard (закритий) | Dom Sportova, Загреб (Хорватія) 26–27 квітня 2008 RuKortHard (закритий) | Сербія SER 3 |     |   |         |
| \| \| \| \| 1 \| 2 \| 3 \| \| \| - \| --------------- \| --------------------------------------------------------------- \| --- \| --- \| - \| ------- \| \| 1 \| Хорватія Сербія \| Єлена Костанич-Тошич Ана Йованович \| 4 6 \| 5 7 \| \| \| \| 2 \| Хорватія Сербія \| Ніка Ожегович Єлена Янкович \| 1 6 \| 2 6 \| \| \| \| 3 \| Хорватія Сербія \| Ніка Ожегович Ана Іванович \| 5 7 \| 1 6 \| \| \| \| 4 \| Хорватія Сербія \| Ана Врлич Теодора Мирчич \| 6 4 \| 7 5 \| \| \| \| 5 \| Хорватія Сербія \| Єлена Костанич-Тошич / Ана Врлич Ана Йованович / Теодора Мирчич \| 4 1 \| \| \| знялася \| |                                                                         |                                                                         |              |     |   |         |
| |                                                                         |                                                                         | 1            | 2   | 3 |         |
| 1 | Хорватія Сербія                                                         | Єлена Костанич-Тошич Ана Йованович                                      | 4 6          | 5 7 |   |         |
| 2 | Хорватія Сербія                                                         | Ніка Ожегович Єлена Янкович                                             | 1 6          | 2 6 |   |         |
| 3 | Хорватія Сербія                                                         | Ніка Ожегович Ана Іванович                                              | 5 7          | 1 6 |   |         |
| 4 | Хорватія Сербія                                                         | Ана Врлич Теодора Мирчич                                                | 6 4          | 7 5 |   |         |
| 5 | Хорватія Сербія                                                         | Єлена Костанич-Тошич / Ана Врлич Ана Йованович / Теодора Мирчич         | 4 1          |     |   | знялася |

## Словаччина — Узбекистан
| Словаччина SVK 5 | Sibamac Arena, Братислава (Словаччина) 26–27 квітня 2008 Червоний ґрунт (закритий) | Sibamac Arena, Братислава (Словаччина) 26–27 квітня 2008 Червоний ґрунт (закритий) | Узбекистан UZB 0 |     |     |  |
| \| \| \| \| 1 \| 2 \| 3 \| \| \| - \| --------------------- \| ----------------------------------------------------------------------------- \| ------ \| --- \| --- \| \| \| 1 \| Словаччина Узбекистан \| Магдалена Рибарикова Акгуль Аманмурадова \| 7 64 \| 6 2 \| \| \| \| 2 \| Словаччина Узбекистан \| Домініка Цібулкова Ірода Туляганова \| 7 64 \| 7 5 \| \| \| \| 3 \| Словаччина Узбекистан \| Домініка Цібулкова Акгуль Аманмурадова \| 711 69 \| 6 4 \| \| \| \| 4 \| Словаччина Узбекистан \| Крістіна Кучова Влада Єкшибарова \| 6 1 \| 2 6 \| 6 4 \| \| \| 5 \| Словаччина Узбекистан \| Жанетта Гусарова / Магдалена Рибарикова Влада Єкшибарова / Альбіна Хабібуліна \| 6 0 \| 6 2 \| \| \| |                                                                                    |                                                                                    |                  |     |     |  |
| |                                                                                    |                                                                                    | 1                | 2   | 3   |  |
| 1 | Словаччина Узбекистан                                                              | Магдалена Рибарикова Акгуль Аманмурадова                                           | 7 64             | 6 2 |     |  |
| 2 | Словаччина Узбекистан                                                              | Домініка Цібулкова Ірода Туляганова                                                | 7 64             | 7 5 |     |  |
| 3 | Словаччина Узбекистан                                                              | Домініка Цібулкова Акгуль Аманмурадова                                             | 711 69           | 6 4 |     |  |
| 4 | Словаччина Узбекистан                                                              | Крістіна Кучова Влада Єкшибарова                                                   | 6 1              | 2 6 | 6 4 |  |
| 5 | Словаччина Узбекистан                                                              | Жанетта Гусарова / Магдалена Рибарикова Влада Єкшибарова / Альбіна Хабібуліна      | 6 0              | 6 2 |     |  |

## Бельгія — Колумбія
| Бельгія BEL 5 | Mons Expo, Монс (Бельгія) 26–27 квітня 2008 Greenset hard (закритий) | Mons Expo, Монс (Бельгія) 26–27 квітня 2008 Greenset hard (закритий)  | Колумбія COL 0 |     |   |  |
| \| \| \| \| 1 \| 2 \| 3 \| \| \| - \| ---------------- \| --------------------------------------------------------------------- \| --- \| --- \| - \| \| \| 1 \| Бельгія Колумбія \| Кірстен Фліпкенс Каталіна Кастаньйо \| 6 1 \| 6 0 \| \| \| \| 2 \| Бельгія Колумбія \| Яніна Вікмаєр Маріана дуке-Маріньйо \| 6 4 \| 6 3 \| \| \| \| 3 \| Бельгія Колумбія \| Яніна Вікмаєр Юліана Лісарасо \| 6 0 \| 6 0 \| \| \| \| 4 \| Бельгія Колумбія \| Кірстен Фліпкенс Маріана дуке-Маріньйо \| 6 4 \| 6 3 \| \| \| \| 5 \| Бельгія Колумбія \| Деббріх Фейс / Кароліне Мас Юліана Лісарасо / Александра Морено-Касте \| 6 2 \| 6 3 \| \| \| |                                                                      |                                                                       |                |     |   |  |
| |                                                                      |                                                                       | 1              | 2   | 3 |  |
| 1 | Бельгія Колумбія                                                     | Кірстен Фліпкенс Каталіна Кастаньйо                                   | 6 1            | 6 0 |   |  |
| 2 | Бельгія Колумбія                                                     | Яніна Вікмаєр Маріана дуке-Маріньйо                                   | 6 4            | 6 3 |   |  |
| 3 | Бельгія Колумбія                                                     | Яніна Вікмаєр Юліана Лісарасо                                         | 6 0            | 6 0 |   |  |
| 4 | Бельгія Колумбія                                                     | Кірстен Фліпкенс Маріана дуке-Маріньйо                                | 6 4            | 6 3 |   |  |
| 5 | Бельгія Колумбія                                                     | Деббріх Фейс / Кароліне Мас Юліана Лісарасо / Александра Морено-Касте | 6 2            | 6 3 |   |  |

## Австрія — Швейцарія
| Австрія AUT 2 | Messestadion, Дорнбірн (Австрія) 26–27 квітня 2008 Opticourt hard (закритий) | Messestadion, Дорнбірн (Австрія) 26–27 квітня 2008 Opticourt hard (закритий) | Швейцарія SUI 3 |     |     |  |
| \| \| \| \| 1 \| 2 \| 3 \| \| \| - \| ----------------- \| -------------------------------------------------------------------- \| ---- \| --- \| --- \| \| \| 1 \| Австрія Швейцарія \| Сібіль Баммер Еммануель Гальярді \| 7 5 \| 6 3 \| \| \| \| 2 \| Австрія Швейцарія \| Таміра Пашек Патті Шнідер \| 7 65 \| 2 6 \| 1 6 \| \| \| 3 \| Австрія Швейцарія \| Сібіль Баммер Патті Шнідер \| 6 4 \| 6 0 \| \| \| \| 4 \| Австрія Швейцарія \| Таміра Пашек Стефані Фегеле \| 6 4 \| 1 6 \| 5 7 \| \| \| 5 \| Австрія Швейцарія \| Мелані Клаффнер / Івонн Мейсбургер Патті Шнідер / Еммануель Гальярді \| 0 6 \| 1 6 \| \| \| |                                                                              |                                                                              |                 |     |     |  |
| |                                                                              |                                                                              | 1               | 2   | 3   |  |
| 1 | Австрія Швейцарія                                                            | Сібіль Баммер Еммануель Гальярді                                             | 7 5             | 6 3 |     |  |
| 2 | Австрія Швейцарія                                                            | Таміра Пашек Патті Шнідер                                                    | 7 65            | 2 6 | 1 6 |  |
| 3 | Австрія Швейцарія                                                            | Сібіль Баммер Патті Шнідер                                                   | 6 4             | 6 0 |     |  |
| 4 | Австрія Швейцарія                                                            | Таміра Пашек Стефані Фегеле                                                  | 6 4             | 1 6 | 5 7 |  |
| 5 | Австрія Швейцарія                                                            | Мелані Клаффнер / Івонн Мейсбургер Патті Шнідер / Еммануель Гальярді         | 0 6             | 1 6 |     |  |